# Еумольпіни
Еумольпіни  (Eumolpinae) — підродина жуків родини листоїдів.

## Опис
Жуки середніх або маленьких розмірів із овальним та видовженим тілом. Тіло тьмяних кольорів або має металевий відтінок.

## Екологія та місцеперебування
Личинки живуть під землею, де вони живляться корінням рослин.

## Систематика
Деякі роди підродини:
- Abiromorphus Pic, 1924
- Agetinella Jacoby, 1908
- Agetinus Lefévre, 1885
- Ajubus Aslam, 1968
- Alittus Chapuis, 1874
- Chrysolampra Baly, 1859
- Cleorina Lefévre, 1885
- Cleoporus Lefèvre, 1884
- Cleptor Lefévre, 1885
- Colaspoides Laporte, 1833
- Cudnellia Blackburn, 1890
- Cylindromela Weise, 1916
- Dematochroma Baly, 1864
- Demotina Baly, 1863
- Deretrichia Weise, 1913
- Diplasiaca Weise, 1923
- Eboo Reid, 1993
- Edusella Chapuis, 1874
- Edusoides Blackburn, 1889
- Eucolaspinus Lea, 1916
- Geloptera Baly, 1861
- Hemigymna Weise, 1923
- Hypoderes Lefévre, 1877
- Kimberleya Weise, 1916
- Lepidocolaspis Lea, 1915
- Malegia Lefevre, 1883
- Megasceloides Jacoby, 1898
- Neocles Chapuis, 1874
- Nodonota Lefévre, 1885
- Ocnida Lefévre, 1885
- Pagria Lefévre, 1884
- Prypnocolaspis Lea, 1915
- Rhinobolus Blackburn, 1890
- Rhyparida Baly, 1861
- Scelodonta Westwood, 1837
- Terillus Chapuis, 1874
- Tomecolaspis Weise, 1923
- Trichostola Weise, 1923
- Trypocolaspis Lea, 1915